# Jidao Zhuizong
Jidao Zhuizong (xinès simplificat: 極道追踪, pinyin: Jídào Zhuīzōng; comercialitzada internacionalment com a Zodiac Killers) és un thriller d'acció dramàtica de Hong Kong de 1991 dirigida per Ann Hui i protagonitzada per Andy Lau, Cherie Chung i Junichi Ishida.
La inspiració de Zodiac Killers va venir del cas d'una estudiant de la Xina continental que estudiava a l'estranger al Japó que va morir quan va caure a les vies. Zodiac Killers és el primer intent de la representant de la nova onada de Hong Kong, Ann Hui, de fer una pel·lícula comercial, que, però, no va funcionar molt bé a la taquilla local.

## Argument
L'estudiant honkonguès Ben Lee es fa amic del seu company de classe de la Xina continental Chang Chih mentre estudia a l'estranger al Japó. Ben no està motivat per estudiar i només li preocupen els diners i, d'altra banda, cada vegada que Chih es troba amb una persona xinesa, li pregunta el parador de la seva estimada de la infància. L'amic de Ben i Chih, Ming, també és de Hong Kong i per tal d'elevar el seu estatus social, s'involucra amb l'amfitriona i propietària d'un bar, Yuriko, amb l'esperança de convertir-se en el cunyat del líder de Yakuza, Yamada Ishikawa.
Al bar de la Yuriko, en Ben es troba amb l'estudiant xinesa Mang Tit-lan, que és allà per guanyar diners addicionals, i s'enamora d'ella a primera vista, però no es veu afavorit. La Tit-lan i la seva amiga Mei-mei viuen amb el seu avalista i pateixen moltes humiliacions.
Tit-lan està enamorada d'Hideyuki Asano, que treballa com a principal assassí de Yamada, que va anar a Sud-amèrica per matar l'enemic de Yamada, però finalment va tornar per reunir-se amb Tit-lan. No obstant això, Yamada envia els seus homes per fer silenciar l'Asano i just abans de morir, li demana a Tit-lan que exposi Yamada a la policia, però en Tit-lan s'enfronta a la persecució de l'inframón per matar-la.
Com que el passaport de Tit-lan va ser detingut pel seu avalista, Ben va haver d'ajudar-la a sortir del Japó en un vaixell, però els matons arriben just després de saber la notícia. Ben i Titlan intenten abandonar el país opressor.

## Repartiment
- Andy Lau com Ben Lee
- Cherie Chung com Mang Tit-lan
- Junichi Ishida com Hideyuki Asano
- Kyoko Kishida com la vella geisha Miyako (cameo)
- Takazawa Zunko com Yuriko
- Yasuaki Kurata com Yamada Ishikawa (cameo)
- Tou Chung-hua com Chang Chih
- Suen Pang com Ming
- Law Fei-yu com Harada
- Tsang Wai-fai com Mei-mei

## Estrena
Tenint en compte el seu gran pressupost per a aquesta pel·lícula comercial en comparació amb les altres pel·lícules d'art d'Ann Hui, Zodiac Killers va recaptar un decebedor 9.081.083 HK$ durant la seva estrena cinematogràfica del 20 de juliol al 8 d'agost de 1991 a Hong Kong.

## Recepció
Ben Sachs del Chicago Reader va escriure: "Com a pel·lícula d'acció, està bé [..] Però com a retrat del desplaçament cultural, és evocador i de vegades molt commovedor".

### Premis i nominacions
| Cerimònia                          | Categoria               | Receptor      | Resultat |
| ---------------------------------- | ----------------------- | ------------- | -------- |
| 28ns Premis de Cinema Golden Horse | Millor actor secundari  | Tou Chung-hua | Nominat  |
| 28ns Premis de Cinema Golden Horse | Millor fotografia       | David Chung   | Nominat  |
| 28ns Premis de Cinema Golden Horse | Millor música insertada | Wong Sze-yuen | Nominat  |